# Čen-cung
Čen-cung (čínsky pchin-jinem Zhēnzōng, znaky 真宗; 23. prosince 968 – 23. března 1022), vlastním jménem Čao Cheng (čínsky pchin-jinem Zhào Héng, znaky zjednodušené 赵恒, tradiční 趙恆) z dynastie Sung v letech 997–1022 vládl čínské říši Sung. Byl třetím synem sungského císaře Tchaj-cunga, roku 995 byl jmenován následníkem trůnu, po smrti otce se stal císařem.

## Vláda
Čen-cungova vláda přinesla konsolidaci moci a posílení říše Sung. Země prosperovala, její vojenská síla vzrostla. Nicméně trvaly problémy s kitanskou říší Liao na severovýchodě. Od roku 999 Kitané podnikali nájezdy na sungské území. Roku 1004 při rozsáhlé invazi pronikli na 160 km od sungského hlavního města Kchaj-fengu. Panovník v čele armády vyrazil proti Kitanům. Přes počáteční úspěchy roku 1005 Čen-cung uzavřel s císařem říše Liao mírovou smlouvu. Tato dohoda, Čchanjüannská mírová smlouva, přinesla více než století míru mezi oběma státy. Cena byla pro říši Sung vysoká, Čen-cung byl nucen uznat nadřazené postavení svého kitanského partnera, a zavázal se ke každoroční výplatě 100 tisíc liangů stříbra a 200 tisíc štůčků hedvábí.
Čen-cung roku 1004 založil slavné porcelánky v Ťing-te-čenu, tamní výrobci dodávali porcelán na císařský dvůr až do pádu říše Čching počátkem 20. století. Podporoval i rozvoj zemědělské výroby, v letech 1011–1012 přikázal dodat značné množství (přes 800 tun) rané rýže z Fu-ťienu do oblasti dolního toku Jang-c'-ťiang.
Císař podporoval taoismus, za jeho vlády byly údajně objeveny takzvané „Nebeské texty“, oslavující rod Čao. Čen-cung poté provedl oficiální oběť na hoře Tchaj. V letech 1013–1015 vydal dekrety přiznávající božství Nefritovému císaři jako nejvyššímu vládci na Nebesích.

## Rodina
Hodnosti císařovny se postupně dočkalo pět manželek Čen-cunga:
- Paní Pchan (968–989), osmá dcera Pchan Meje, zemřela před Čen-cungovým nástupem na trůn, posmrtně byla povýšena na císařovnu Čang-chuaj (章怀皇后);
- Císařovna Kuo (975–1007), druhá dcera Kuo Šou-wena (郭守文), matka Čao Joua, posmrtným jménem císařovna Čang-mu (章穆皇后);
- Císařovna Liou (968–1033), dcera Liou Tchunga (劉通), posmrtným jménem císařovna Čang-sien-ming-su (章獻明肅皇后);
- Císařovna Li (987–1032), dcera Li Žen-te (李仁德), matka Čao Čena, pozdějšího císaře Žen-cunga, posmrtným jménem císařovna Čang-i (章懿皇后);
- Císařovna Jang (984–1036), dcera Jang Č'-jena (楊知儼), posmrtným jménem císařovna Čang-chuej (章惠皇后).

Čen-cungovy manželky mu daly šest synů a dvě dcery:
- Čao Tchi (趙褆), kníže z Wen (溫王), zemřel v dětství;
- Čao Jou (趙祐, 995–1003), korunní princ Tao-sien (悼獻太子);
- Čao Č' (趙祇), kníže z Čchang (昌王), zemřel v dětství;
- Čao Čung (趙祉), kníže ze Sin (信王), zemřel v dětství;
- Čao Kuej (趙祈), kníže z Čchin (欽王), zemřel v dětství;
- Čao Čen (趙禎, 1010–1063), od 1022 císař Žen-cung;
- princezna Chuej (惠國公主), zemřela mladá;
- princezna Šeng (升國大長公主), předtím princezna Lu (魯國大長公主), zpočátku princezna Wej (衛國長公主).